# Gyantázás
A gyantázás a kozmetikában egy olyan eljárás, melynek során a nemkívánatos testszőrzetet meleg vagy hideg gyanta segítségével távolítják el.

## Előnyei
A gyantázásnál a szőrt a szőrtüszővel együtt tépjük ki, ezért mivel nem minden szőrtüsző nő vissza, folyamatosan ritkulni fog a szőr a gyantázott területen. Ez nagy előnye a borotválkozással szemben, mert a borotva csak levágja a szőrt, nem pedig kitépi, így az pár napon belül visszanő. Az epilálással szemben is van előnye, habár az epilálás után is csak pár hét után nő ki a szőr, de az epilálásnál előfordul, hogy a szőr befelé nő, így akár be is gyulladhat a szőrtüsző.

## Fajtái
Az idő múlásával egyre több fajtájú és márkájú gyanta jelenik meg a piacon. A kozmetikusok még mindig a növényi gyantát használják előszeretettel. Az otthon gyantázók körében régebben elterjedtebb volt a meleg folyós gyanta, de mára már olyan jó minőségű hideg gyantákat gyártanak, hogy az egyszerűség és a gyorsaság miatt inkább ezt a fajtát választják.
Használták még a cukorgyantát, de mára ez már kiment a divatból.

## Szabályai
A gyantát mindig tiszta, száraz bőrre kenjük fel, ne használjunk előtte semmit a testrészünk kezelésére(pl.:testápoló). Amennyiben a bőrfelület sérült, akkor a gyantázást halasszuk el máskorra, mikor már a gyantásra váró testrészünk sérülés mentes lesz.
Az érzékeny bőrűek gyantázás előtt csak egy pici felületen próbálják ki, majd várjanak vele másnapig és amennyiben nem jelentkezik semmilyen bőrpír, kiütés, akkor az egész felületet le lehet gyantázni.
A meleg folyós gyanta melegítésekor elővigyázatosnak kell lenni, mert a ha a melegítés túlságosan „jól sikerül”, akkor akár égési sérüléseket is okozhatunk. Viszont ha kevésbé meleg, akkor nehéz elkenni és nem folyik elég rendesen. Ajánlatos a gyantához adott melegítőeszközt használni, ezzel elkerülve a kellemetlenségeket.

## Használata
A legfontosabb az, hogy száraz és tiszta bőrre vigyük fel. A napjainkban gyártott, modernebb patronos gyantát már könnyű felvinni. A gyantához adott felmelegítővel felmelegítjük, majd a bőrre felvisszük egy csíkban, a lehúzócsíkkal rásimítjuk, és egy határozott mozdulattal lerántjuk a gyantacsíkot. A hideg gyantánál egyszerűbb dolgunk van, mert a gyanta már a lehúzócsíkon van, ezért csak a bőrre kell simítani, majd egy határozott mozdulattal lerántani. Mindkét esetben a lehúzócsíkot a szőrnövekedésével ellentétes irányban kell lerántani. A folyamatot addig kell ismételni, míg a bőr teljesen szőrmentes nem lesz.

## A maradványok eltávolítása
A meleg gyantát nem kell olyan alaposan letisztítani, mint a másik fajtákat, speciális olajokkal, krémekkel könnyen eltávolítható. A hideg gyanta krémekkel nem jön le, csak még ragacsosabb lesz, ezért ebben az esetben ajánlatos nedves törlőkendőt használni.

## Gyantázás utáni kezelés
Bármilyen gyantázási forma után a bőr felső hámrétege sérül, ezért minden esetben kenjük be valamilyen nyugtató hatású testápolóval. Kímélni kell a bőrt, ezért lehetőleg ne napozzunk vagy szoláriumozzunk az elkövetkező napban.